# Валичик
Валичик (пол. Wałyczyk) — село в Польщі, у гміні Ринськ Вомбжезького повіту Куявсько-Поморського воєводства.
Населення — 183 особи (2011).

## Демографія
Демографічна структура станом на 31 березня 2011 року:
|          | Загалом | Допрацездатний вік | Працездатний вік | Постпрацездатний вік |
| -------- | ------- | ------------------ | ---------------- | -------------------- |
| Чоловіки | 94      | 19                 | 62               | 13                   |
| Жінки    | 89      | 19                 | 55               | 15                   |
| Разом    | 183     | 38                 | 117              | 28                   |